# Dianthou
Dianthou est une commune rurale située dans le département de Dalo de la province du Ziro dans la région du Centre-Ouest au Burkina Faso.